# Annunziaten-Orden

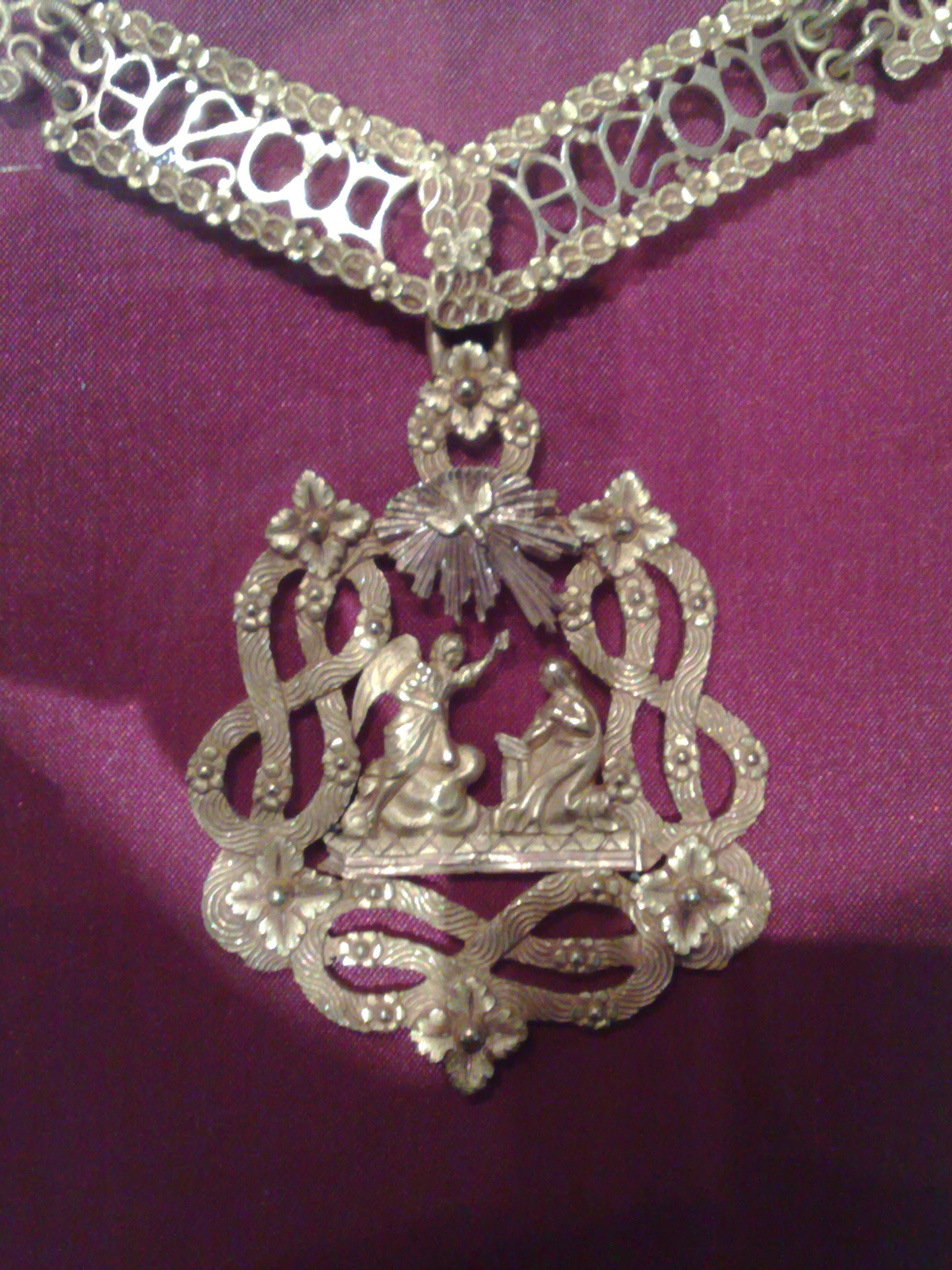
Ordenszeichen

Bandschnalle

Der Annunziaten-Orden (italienisch Ordine Supremo della Santissima Annunziata ‚Höchster Orden der heiligsten Verkündung‘, kurz „Verkündigungsorden“) ist der Hausorden des ehemaligen italienischen Königshauses Savoyen. Bis 1951 war er der höchste Verdienstorden Italiens.

## Geschichte
Der Orden wurde 1362 von Amadeus VI., dem 14. Grafen von Savoyen gestiftet. Zunächst erhielt die Auszeichnung den Namen „Halsband-Orden“, und die Stiftung erfolgte zur „Ehre Gottes, der heiligen Jungfrau Maria, der fünfzehn Freunde derselben, der Heiligen des Paradieses und des ganzen himmlischen Hofes“. Herzog Karl III. weihte den Orden 1518 der Verkündigung des Herrn (Annunciazione, „Verkündigung“).

Wie beim Hosenbandorden gibt es verschiedene Versionen über die Stiftung des Annunziaten-Ordens. Während die einen annehmen, der Stifter habe ein Andenken an seinen tapferen Vorgänger, Amadeus V. schaffen wollen, weil sich dieser 1310 bei der Besiegung der Türken vor Rhodos durch besondere Tapferkeit hervorgetan habe, gehen andere davon aus, dass die tiefe Frömmigkeit und die Pflege der Rosenkranzandacht den Stifter veranlasst habe, einen derartigen Orden zu schaffen. Doch erscheint es nicht ausgeschlossen, dass auch eine Liebesgeschichte zur Stiftung des Ordens geführt haben kann, weil der Orden zuerst Ordre militaire du Lacs d´amour genannt wurde und Amadeus von der Dame seines Herzens ein Armband erhalten haben soll, das aus ihrem Haar geflochten und von Liebesschleifen gehalten worden sei. Dieses Andenken habe er späterhin in der Form des Ordenszeichens aufbewahren wollen. Aus ebendiesem ist die Ordensdevise FERT unterschiedlicher Deutung zugänglich. So wurden unter anderem folgende Erklärungen gegeben: lateinisch Fœmina Erit Ruina Tua ‚die Frau wird dein Ruin sein‘, altfranzösisch Frappez, Entrez, Rompez Tout ‚Schlagt die Tür ein, kommt rein, macht alles kaputt‘ oder auch lateinisch Fortitudo Ejus Rhodum Tenuit ‚Seine Kraft hielt Rhodos‘.

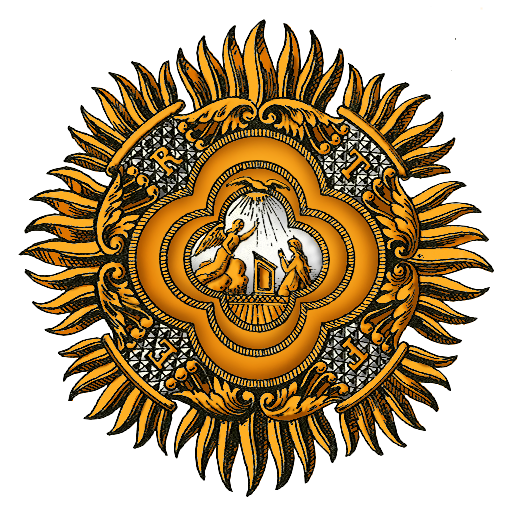
Ordensstern

Der Ordensstern wurde erst 1680 durch Herzog Viktor Amadeus II. eingeführt. Dieser tauschte das ihm 1713 zugesprochene Königreich Sizilien gegen das Königreich Sardinien und erhob seinen Orden zum Königlich Sardinischen Orden.
Nachdem König Viktor Emanuel II. 1861 Italien unter seiner Krone vereinigt hatte, rückte der Orden an die erste Stelle unter den italienischen Auszeichnungen. Ab 1869 konnte er auch an Nichtadelige verliehen werden, die sich um Krone und Staat im höchsten Maße verdient gemacht hatten. Die Auszeichnung beinhaltete unter anderem das Recht auf Steuerbefreiung, auf die Anrede „Exzellenz“ und andere protokollarische Privilegien. Die Träger des Ordens galten als Cousins des Königs.
Der Annunziaten-Orden wurde als staatliche Auszeichnung am 3. März 1951 aufgehoben und de facto durch eine Sonderstufe des Großkreuzes des Verdienstordens der Italienischen Republik ersetzt. Er wird vom abgesetzten Königshaus Savoyen weiterhin als dynastischer Orden vergeben. Der heutige Großmeister des Ordens, Emanuele Filiberto, beansprucht auch, Chef des Hauses Savoyen zu sein. Am 22. Juni 2024 wurden neue Ordensstatuten veröffentlicht, nach denen auch Frauen aufgenommen werden können.

## Ordensritter
Der Orden ist auf 30 italienische Ritter begrenzt, zuzüglich der Prinzen des Hauses Savoyen und einer unbeschränkten Anzahl an Nichtitalienern. Mit wenigen Ausnahmen müssen die aufzunehmenden Personen von hohem Adel, Souveräne oder höchste Würdenträger sein. Aktuelle Mitglieder sind unter anderem Albert II. von Belgien, Felipe VI. von Spanien, Dimitri Karađorđević, Nikola Petrović-Njegoš, Reza Pahlavi, Albert II. von Monaco, König Philipp von Belgien, der Großmeister des Malteserordens John Dunlap und Kardinalstaatssekretär Pietro Parolin.
Bislang wurden bis heute insgesamt 864 Ritter aufgenommen. Benito Mussolini, der 1924 aufgenommen wurde, wurde 1943, bislang als einziger Ritter, wieder ausgeschlossen.

## Ordensdekoration

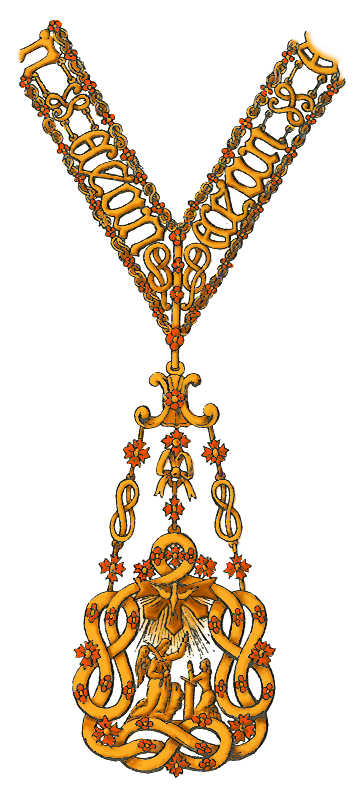
Kette des Annunziatenordens

Das Ordenszeichen besteht aus einer frei in Gold geprägten Darstellung der Verkündigung des Herrn, von einer starken Schnur umgeben, die verschiedene Schleifen bildet. Auch diese Schnur ist aus Gold. Das Zeichen wird an einer goldenen Kette um den Hals getragen, die zum Teil aus Liebesknoten und den genannten Buchstaben FERT gebildet ist.
Auf der Brust tragen die Ritter den 1680 eingeführten Stern, der die Form einer Sonne hat und in dessen Mitte die Darstellung der Verkündung von den Buchstaben FERT umgeben ist. Auch der Stern ist ganz aus Gold.
Auch dieser Orden hat, wie alle alten Ritterorden, eine Zeremonialtracht, die aus einem amarantfarbigen Mantel mit blauem Futter und Silberstickerei besteht, der über einer goldgestickten Taft-Robe getragen wurde. Auf dem Kopf trugen die Ritter eine Toque mit grauer Pelzverbrämung, von der ein langer Flügel von hellblauem Samt herunterhängt. Nach vielfacher Änderung wurde diese Tracht, zu der eine längere Ordenskette getragen wird, 1627 eingeführt.